# Aucoumea
Genre
Classification phylogénétique
Statut de conservation UICN

 VU A1cd : Vulnérable
Le genre Aucoumea, parfois appelé Okoumé ou Anguma, est composé d’une seule espèce d'arbres de la famille des Burséracées originaires d'Afrique équatoriale.
Son nom initial était Bosswellia Klaineana  du nom du Père Théophile Klaine, spiritain et botaniste qui en a découvert l'intérêt vers 1894-1896.
Cet arbre est un des symboles des armoiries du Gabon.

## Unique espèce
Selon [réf. nécessaire] :
- Aucoumea klaineana Pierre.

Selon NCBI (2 août 2010) :
- Aucoumea klaineana

## Utilisation du bois
Le bois de l'okoumé est utilisé en menuiserie (notamment pour la réalisation d'escaliers) , en ébénisterie et dans la fabrication du contreplaqué.